# ای‌پی‌تی. (ترانه)
«ای‌پی‌تی.» (انگلیسی: Apt.) ترانه‌ای از خواننده نیوزیلندی و کره‌ای رزی و خواننده-ترانه‌پرداز آمریکایی برونو مارس است. این ترانه در ۱۸ اکتبر ۲۰۲۴ توسط بلک لیبل و آتلانتیک رکوردز به عنوان تک‌آهنگ آغازین نخستین آلبوم استودیویی او به نام رزی (۲۰۲۴) منتشر شد. این نخستین تک‌آهنگ از رزی پس از سه سال و پس از جدایی او از وای‌جی انترتینمنت و اینترسکوپ رکوردز در سال ۲۰۲۳ به عنوان هنرمند انفرادی است. این ترانه به‌دست مشارکت‌کنندگان مختلف از جمله رزی و مارس نوشته و تهیه شده است و شامل عناصری از ترانهٔ سال ۱۹۸۲ «میکی» (Mickey) اثر تونی بازیل است. «ای‌پی‌تی.» اثری پاپ، پاپ راک، پاپ پانک و موج نو است که تأثیراتی از موسیقی ایندی راک و الکتروپاپ دارد. با الهام از یک بازی آشامیدنی در کره جنوبی، بند برگردان این ترانه حول آواز ریتم‌دار آپاتئو (کره‌ای: 아파트; lit. آپارتمان؛ تلفظ‌شده به صورت [a̠pʰa̠tʰɯ]) ساخته شده است.
منتقدان «ای‌پی‌تی.» را بابت تولید جذاب، جذابیت بین فرهنگی گسترده و نقش آن در ترویج فرهنگ کره در سرتاسر جهان ستودند. این ترانه موفقیتی تجاری بود و ۱۲ هفته را در صدر ۲۰۰ آهنگ جهانی بیلبورد سپری کرد و به دومین تک‌آهنگ نامبروان رزی و مارس در این جدول تبدیل شد و طولانی‌ترین ترانهٔ نامبروان سال ۲۰۲۴ بود. «ای‌پی‌تی.» در کره جنوبی، به مدت ۱۰ هفته در جدول دیجیتال سرکل رتبه نخست را کسب کرد. «ای‌پی‌تی.» نخستین ترانه یک موسیقی‌دان زن کی-پاپ بود که به صدر جدول تک‌آهنگ‌های ای‌آرآی‌ای استرالیا رسید و نخستین ترانهٔ غربی در ایک دهه گذشته بود که به صدر ۱۰۰ آهنگ داغ بیلبورد ژاپن رسید. این ترانه در بیش از ۴۰ کشور از جمله اتریش، بلژیک، آلمان، اندونزی، نیوزیلند، نروژ، فیلیپین، سوئد، سوئیس و تایوان، موفقیت جهانی زیادی کسب کرد. «ای‌پی‌تی.» به جایگاه سوم بیلبورد هات ۱۰۰ ایالات متحده و جدول تک‌آهنگ‌های بریتانیا رسید و نخستین ترانهٔ یک موسیقی‌دان زن کی-پاپ بود که به این جایگاه جدول رسید.
موزیک ویدیوی همراه ترانه توسط مارس و دانیل راموس کارگردانی شد و همزمان با انتشار تک‌آهنگ در کانال یوتیوب رزی به نمایش درآمد. در این ویدیو رزی و مارس در نقش گروه گاراژ با کت‌های چرمی مشکی مشابه در پشت صحنه‌ای صورتی حضور دارند. این ویدیو تعدادی از رکوردهای بیننده را در یوتیوب شکست و تبدیل به سریعترین موزیک ویدیو توسط یک هنرمند آسیایی شد که به یک میلیارد بازدید در این پلتفرم رسید. «ای‌پی‌تی.» همچنین دومین ترانهٔ سریع و سریعترین ترانهٔ یک هنرمند کی-پاپ بود که به یک میلیارد استریم در تاریخ اسپاتیفای رسید. رزی این ترانه را با اجرا در برنامهٔ رادیو بی‌بی‌سی ۱ و برنامه امشب با اجرای جیمی فلن تبلیغ کرد.

## تاریخچه انتشار
| منطقه   | تاریخ         | فرمت                       | ناشر              | منابع |
| ------- | ------------- | -------------------------- | ----------------- | ----- |
| مختلف   | ۱۸ اکتبر ۲۰۲۴ | سی‌دی دانلود دیجیتال استریم | بلک لیبل آتلانتیک | [ ۱ ] |
| ایتالیا | ۱۸ اکتبر ۲۰۲۴ | رادیو ایرپلی               | وارنر ایتالیا     | [ ۲ ] |